# 陳相公
陳相公（？—前939年），媯姓，名皋羊，為西周諸侯國陳國君主之一，他為陳申公胞弟，承襲陳申公擔任該國君主，他是陳國第三位君主。在位期間為前960年－前939年，共在位23年。

## 家庭

### 父
- 父：陳胡公

### 兄弟
- 兄：陳申公

| 前任： 陳申公 | 西周陳國君主 | 繼任： 陳孝公 |